# Delhi
|  | Per a altres significats, vegeu «Delhi (desambiguació)». |

Delhi (hindi: दिल्ली, urdú: دیلی, panjabi: ਦਿੱਲੀ, IPA: [d̪ɪlːiː]; en hindi Dil·li i a l'Atles Català de 1385, Delli, és a dir, Del·li) és la metròpoli més poblada de l'Índia i la segona més poblada del món amb una població de 22,7 milions d'habitants. El nom de Delhi s'utilitza també per identificar un dels Estats i territoris de l'Índia oficialment anomenat Territori de la Capital Nacional de Delhi i que conté la nova ciutat de Nova Delhi.
Situada a la riba del riu Yamuna, Delhi ha estat habitat contínuament com a mínim des del segle vi aC i és una de les ciutats més antigues del món habitades ininterrompudament. A partir del Sultanat de Delhi, Delhi emergia com una important ciutat política, cultural i comercial al llarg de les rutes comercials entre el nord-oest de l'Índia i la plana indogangètica. És, per tant, el lloc de molts monuments antics i medievals, i de restes arqueològiques. El 1639, l'emperador mogol Xa Jahan construïa extramurs la Vella Delhi que servia de capital de l'imperi Mogol des de 1649 fins a 1857.
Després que la Companyia Britànica de les Índies Orientals aconseguís el control de gran part de l'Índia al llarg dels segles xviii i xix, Calcuta esdevingué la capital sota el seu domini, fins que el 1911 Jordi V del Regne Unit anuncià que la capital es traslladava de nou cap a Delhi i la nova ciutat, Nova Delhi, era construïda. Quan l'Índia guanyà la independència de la dominació britànica el 1947, Nova Delhi va ser declarada la seva capital i seu del Parlament de l'Índia.
A causa de la immigració provinent de tot al país, Delhi ha esdevingut una ciutat cosmopolita. El seu ràpid desenvolupament i la seva urbanització, junt amb el relativament alt poder adquisitiu de la seva població, han transformat la ciutat. Avui en dia, Delhi és un important centre cultural, polític i comercial de l'Índia.

## Etimologia
L'etimologia de "Delhi" és incerta. La creença més estesa és que és un epònim de Dhillu, un rei que dominà l'àrea en temps antics. Alguns historiadors creuen que el nom deriva de Dilli, una corrupció de dehleez o dehali -termes hindi per 'llindar'- i símbol de la ciutat com a porta d'entrada a la plana indogangètica. Una altra teoria suggereix que el nom inicial de la ciutat era Dhilika. La paraula hindi/prakrita 'dhili' (pèrdua) fou feta servir també en la zona i, gradualment, transformada en el nom local Dilli.

## Història
La comarca de Delhi fou un lloc ideal per l'establiment de ciutats després de l'arribada dels aris. Restes de ciutats s'han trobat a entre 10 i 20 km a l'entorn de la vella Delhi especialment al sud i sud-est, sobre una superfície de 115 km². La primera fou Indraprashta fundada no abans del 1500 aC pels primers emigrants aris, esmentada al Mahabharata com a seu dels cinc Pandaves que van expulsar els salvatges nagas aborígens (sense cap relacions als naga de Nagaland). El primer rei d'Indraprastha fou Yudisthira i va anar seguit de 30 generacions; el regne es va fer poderós i va acabar en guerra contra els seus parents aris, els kauraves, als quals van aniquilar; la branca dels pandaves es va extingir quan el tron fou usurpat pel ministre Visarwa, la nissaga del qual va conservar el poder cinc segles i fou succeït per una dinastia de quinze Gautames. El nom de Delhi apareix al segle i aC.
El general Cunningham, seguint a Ferishta, l'historiador persa, atribueix la fundació de Delhi a Raja Dilu el darrer sobirà de la dinastia Maurya, successors dels Gautama de Indraprastha. Però la primera informació contrastable es troba al pilar de ferro de Raja Dhava, construït als segles iii o IV: un pilar de ferro fermament plantat a la terra (només la meitat està a la vista) amb una inscripció en sànscrit que refereix la història del seu propi origen; desxifrada per James Prinsep, resulta que commemorava la victòria de Raja Dhava amb la qual "havia obtingut la sobirania a tota la terra". Cunningham data la inscripció el 319 aproximadament i pensa que la victòria del raja seria sobre la dinastia gupta de Kanauj. La tradició, no obstant, atribueix el pilar a Anang Pal, fundador de la dinasta tuar, tunwar o tomar (que es va fundar al segle VIII) per consell d'un savi braman; el nom Delhi derivaria de dhila perquè el pilar va quedar perdut al fons (dhila) de la terra; evidentment la tradició popular no té cap mena de fonament i el nom Delhi ja existia força abans.
Segons Cunningham, Delhi havia caigut en ruïnes feia alguns segles i el 736 fou restaurada per Anang Pal que la va convertir en la seva capital encara que més tard la capital dels tomar fou a Kanauj on foren expulsats segurament a la meitat del segle XI per Chandra Deva, el primer dels rajes rathors, i el rei tomar que governava aleshores, Anang Pal II, es va retirar a Delhi que va quedar restaurada com a capital, i la va embellir i rodejar d'una massiva línia de fortificacions les ruïnes de les quals encara existeixen en algun punt. La data d'aquesta restauració va quedar gravada en el vell pilar de Raja Dhava, el 1052 (on diu: "En sambat 1109 -equivalent a 1052-, Anang Pal va poblar Dilli"). Un segle després sota Anang Pal III, el tercer tomar d'aquest nom i darrer de la dinastia, Delhi va caure en mans de Visaldeva o Bisaldeo, raja chauhan d'Ajmer; el vencedor va permetre a Anang Pal conservar el poder com a vassall i es va celebrar un matrimoni que va enllaçar les dues famílies i del que va néixer Prithvi Raja el darrer campió hindú de la independència, que va heretar els regnes de tomars i chauhans. Prithvi va reforçar les defenses de la ciutat i va construir la fortalesa de Rai Pithora i una muralla exterior rodejant les muralles d'Anang Pal, i les ruïnes de la qual encara són visibles un bon tros.
El 1191 Muizz al-Din Muhammad (o Shihad al-Din Muhammad) virrei gúrida de l'Índia (i després sultà) va dirigir la primera invasió a l'Índia Superior i encara que Prithvi li va fer front per un temps i el va derrotar a Thanesar, en 1193 el gúrida va tornar, va derrotar els hindús en una gran batalla i va matar Prithvi. El seu lloctinent i mameluc Qutb-ad-Din Àybak va atacar i va conquerir Delhi el mateix 1192. Muizz al-Din Muhammad va esdevenir sultà gúrida el 1203 i va deixar a Àybak el virregnat de l'Índia. Quan va morir el 1206, Àybak va quedar independent i va fundar la primera dinastia mameluca. Àybak va construir diversos edificis entre els quals la mesquita (acabada el 1196) i ampliada sota el seu fill Shams ad-Din Iltutmish al-Kutbi ibn Yalam Khan (1210/1211-1236) el rei més important de la nissaga. Altre edifici destacat d'Àybak fou el Qutb Minar (74 metres d'altura, però ensorrat al terratrèmol de 1803). En aquest període va governar la reina (begum) Raziya o Radiyya, que va rebre dels seus súbdits el títol masculí de soldà i fou la primera i única dona que va governar el soldanat (1235-1240).
La segona dinastia esclava o dinastia khalji es va iniciar amb Djalal al-Din Firuz Shah Khalji (1290-1296) i va arribar al cim amb el seu nebot Ala al-Din Muhammad Shah I Khalji (1296-1316). Aquest va fer construir (1311) un esplèndid minaret que no va acabar. Va rebutjar dues vegades els exèrcits mongols que venien de l'Àsia central. La dinastia va acabar al mig de l'anarquia i la usurpació de Nasr al-Din Khusraw Khan Barwari (1320) que va donar pas a la dinastia tughlúquida iniciada amb Ghiyath al-Din Tughluk Shah I (1320-1325). Aquest va fundar una nova capital, Tughlakabad, a uns 7 km a l'est, on encara n'hi ha les restes, i que no va aconseguir prosperar; el seu fill Muhammad Shah II Tughluk (1325-1351) va decidir el 1338 traslladar la capital a Deogiri (Devagiri), que va canviar de nom a Daulatabad, i hi va fer traslladar a tota la població sencera de Delhi, i encara que la ciutat va prosperar amb el temps, el problema de l'aigua feia difícil servir com a gran capital, i finalment va quedar en mans dels amirs turcs rebels que van fundar la dinastia bahmànida. Firuz Shah Tughluk (1351-1388) va tenir capital a Delhi però va fundar una nova capital al costat de la ciutat a la que va anomenar Firozabad; prop de les ruïnes del palau i ha un dels famosos pilars erigits per Asoka el segle iii aC, un monòlit de 13 metres conegut com a Firuz Shah Lat (pilar de Firuz Shah) amb una notable inscripció pali.
El 1398 en el regnat de Nasir al-Din Mahmud Shah III Tughluk (1395-1399) va arribar a Delhi el conqueridor Tamerlà; el rei va fugir al Gujarat, i l'exèrcit fou derrotat davant els murs de la ciutat. Tamerlà va entrar a Delhi que fou saquejada durant cinc dies i es va omplir de cadàvers. Quan els timúrides se'n van anar es van emportar nombrosos esclaus, homes i dones. Durant dos mesos no hi va haver a Delhi cap govern fins que Mahmud Shah III Tughluk va poder recuperar algunes zones del seu antic domini. Després d'anys d'anarquia, el sultà va morir el 1412 i després de Dawlat Khan Lodi (1413-1414) van pujar al poder a Delhi els sayyids que van dominar la ciutat i un principat en un territori proper fins al 1452. Els Lodi es van establir a Agra però finalment el 1452 Bahlul Shah Lodi (1452-1489) es va establir altre cop a la ciutat. El 1526, governant Ibrahim Lodi (1517-1526) va arribar a Delhi Baber, descendents de Tamerlà i fundador de la dinastia mogol (mughal o moghol); el seu exèrcit era petit però disciplinat; va derrotar Ibrahim a la batalla de Panipat, i va entrar a la ciutat. Baber no obstant es va traslladar tot seguit a Agra (maig de 1526) on va morir el 1530. El seu fill Humayun va tornar a Delhi. El 1540 Humayun fou expulsat del poder per la dinastia afganesa d'origen gúrida dels suri, representada per Sher Shah Suri (1540-1545).

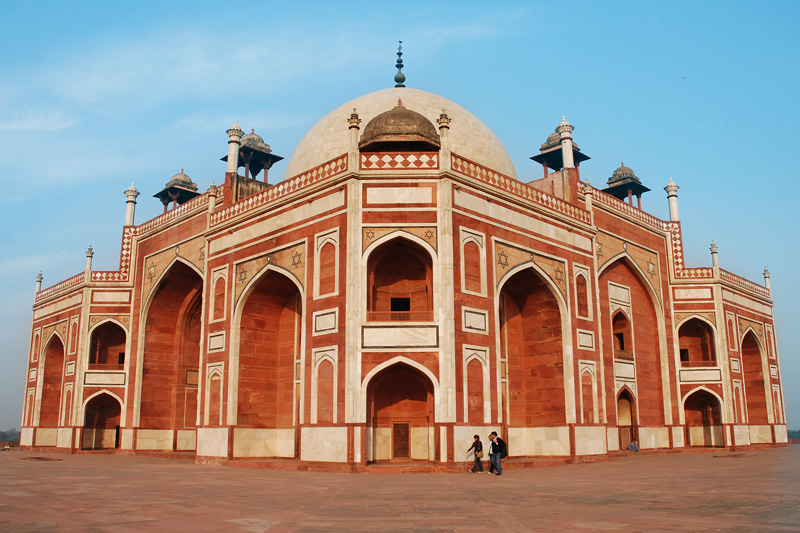
Construïda el 1560, la tomba d'Humayun és el primer exemple mogol de tombes complexes

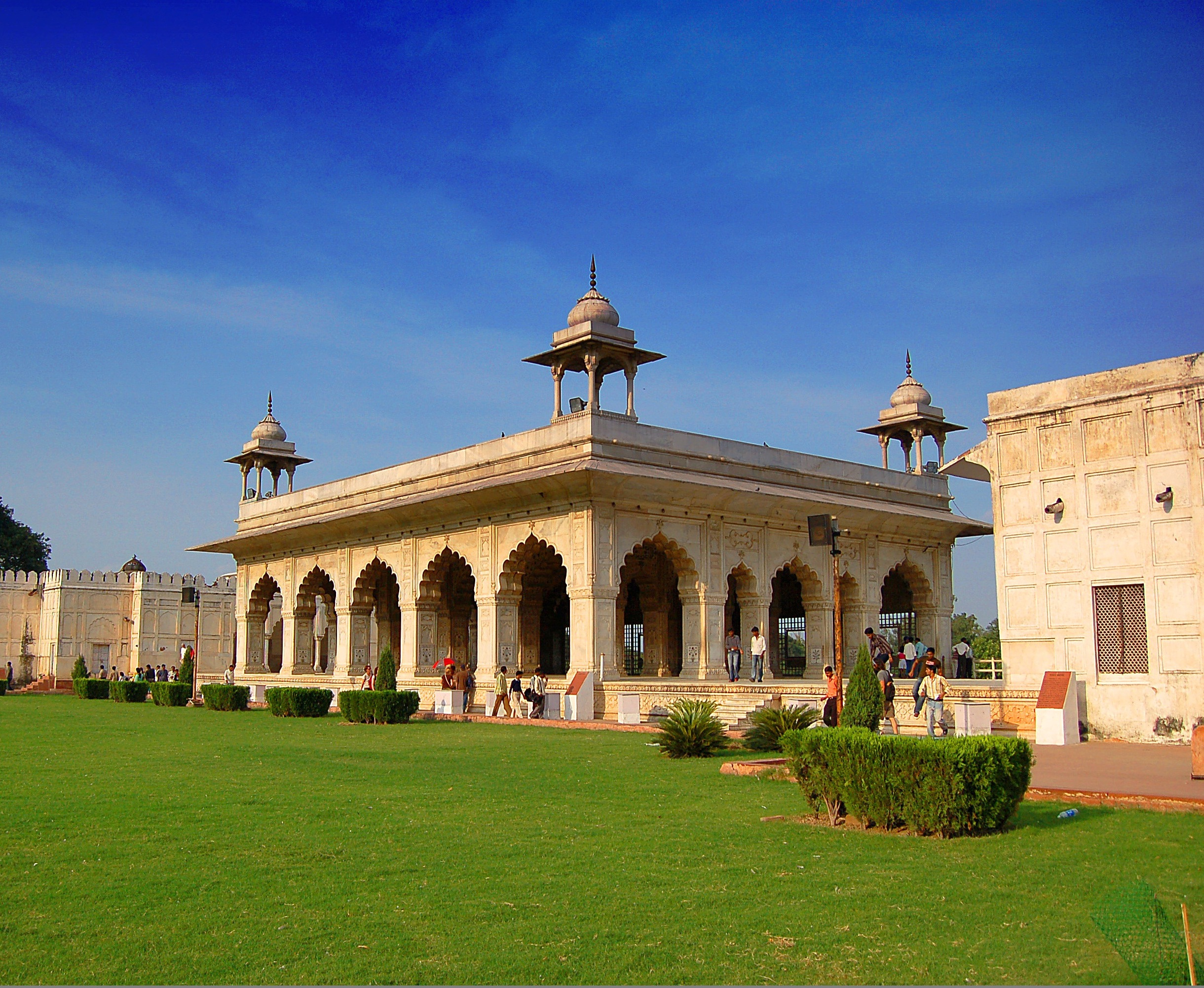
Construïda el 1639 per Shah Jahan, fortalesa Roja és el lloc des del qual el primer ministre de l'Índia s'adreça a la nació el dia de la independència

Aquest va residir a Delhi on va construir una nova muralla amb accés per la Lil Darzawa o Porta Vermella que encara existeix. La fortalesa de Salimgarh porta el nom d'un dels seus fills. La nissaga de Sher Shah va governar fins al 1556 quan Humayun va recuperar el poder, si bé va morir al cap de sis mesos. La seva tomba a Delhi és un dels monuments més importants de la ciutat. Els seus successors Akbar el Gran i Jahangir van residir generalment a Agra, Lahore o Ajmer i Delhi va perdre importància fins al regnat de Shah Jahan que la va restablir com a capital, la va reconstruir i li va donar el nom de Shahjahanabad (que no va arrelar). Entre les seves construccions destaquen la Jama Masjid i la reobertura del canal occidental del Jumna. Sota Aurangzeb Delhi fou seu d'una cort esplèndida, magnificada per les faules dels viatgers i religiosos europeus.
Després d'Aurangzeb l'Imperi Mogol va entrar en decadència. El 1726 els marathes es van presentar davant de Delhi per primer cop. El 1739 hi va entrar en triomf Nadir Shah de Pèrsia, i va imitar la massacre de Tamerlà, saquejant la ciutat per 58 dies; després d'això la va abandonar amb un botí estimat en nou milions de lliures de 1881. Després una guerra civil de sis mesos es va desenvolupar als seus carrers, va ser saquejada dues vegades per Ahmad Shah Durrani i saquejada també pels marathes. El darrer emperador amb un cert poder, Àlamgir, fou assassinat pel seu wazir el 24 de desembre de 1759. El va succeir Shah Alam II no va poder establir la seva autoritat a la ciutat que va esdevenir objecte de disputa entre afgans i marathes.
El 1761, després que els Marathes perdessin la tercera batalla de Panipat, Àhmad Xah Durrani va assaltar Delhi i després de la batalla no va trigar a retornar a Kandahar. El 1764, el governant Jat de Bharatpur, Jawahar Singh va atacar Delhi i va capturar el Fort Roig de Delhi el 5 de febrer de 1765. Dos dies més tard, després de rebre el tribut dels mogols, van treure els seus exèrcits del fort i els jats es van endur el tron de marbre negre dels mogols, anomenat l'orgull dels mogols, i les portes del fort vermell com a memorial, i aquest tron és avui realçant la bellesa del palau de Deeg. Les portes es troben al Fort Lohagarh de Bharatpur. Amb la victòria a la batalla de 1771 les forces de Mahadji Shinde van derrotar els afganesos de Najib Khan, capturant Delhi i el Fort Roig, i el maig de 1771 els marathes que havien ocupat Delhi el van convidar a tornar i el desembre es va presentar a Delhi (contra el consell dels britànics) on el van proclamar emperador, reconeixent-se servidors de l'Imperi. En 1783 els sikhs liderats per Sardar Jassa Singh Ramgarhia i Sardar Baghel Singh van capturar el fort i van prendre el tron de l'emperador mogol Aurangzeb. El 1788 una guarnició marathes es va establir a Delhi i al palau de manera permanent i l'emperador fou de fet un presoner de Sindhia de Gwalior. El 14 de març de 1803 Lord Lake, després de derrotar els marathes va entrar a Delhi per apoderar-se de la figura d'Alam II, que no volia que pogués ser utilitzada pels francesos. El maratha Holkar d'Indore va atacar Delhi el 1804 sense èxit, ja que el coronel (després Sir) David Ochterlony, el primer resident britànic, va resistir durant 8 dies fins que Lord Lake va anar en el seu ajut. El territori fou administrat pels britànics en nom de l'emperador que de fet només tenia jurisdicció sobre el palau. Durant mig segle cap esdeveniment de major importància va succeir a Delhi. El 1850 se'n va crear la municipalitat.
El 1857 va esclatar la rebel·lió dels sipais. La revolta es va iniciar a Meerut el 10 de maig però l'11 els amotinats havien creuat el Jumna i estaven davant de Delhi. El comandant de la guàrdia, el comissionat i el col·lector es van retirar amb els seus cap a la porta anomenada de Lahore on foren aniquilats pels sollevats. La població es va girar contra els residents europeus i foren morts i les seves propietats saquejades. A les 8 del matí els rebels dominaven tota la ciutat excepte el quarter de la guàrdia i els magatzems; les notícies d'aquestos fets van arribar al quarter militar que era a uns quilòmetres de la ciutat; però dels tres regiments d'infanteria i un d'artilleria, el 54 d'infanteria aviat es va mostrar a la vora del motí i finalment van eliminar a alguns oficials europeus; els altres dos regiments i el d'artilleria van romandre preparats tot el dia i se'ls van unir els que podien escapar de la ciutat; el magatzem de la ciutat amb totes les municions, fou defensat pel tinent Willoughby amb 8 altres europeus i quan la defensa fou impossible el van fer esclatar i cinc defensors van morir a l'explosió mentre dos van poder arribar al quarter de la guàrdia i altres dos van poder fugir cap a la carretera de Meerut. Tot el dia es va esperar l'arribada de tropes britàniques des de Meerut però aquestes no es van presentar i els militars nadius l'endemà es van unir als rebels i van massacrar els seus oficials i parents. A la nit ja no quedava cap resta d'autoritat britànica. 50 europeus refugiats al palau de Delhi van acabar massacrats al cap de 60 dies. Es va decretar la restauració de la sobirania de l'Imperi Mogol.
El 8 de juny de 1857 les forces britàniques van lliurar la batalla de Badli-ka-Sarai, i van empènyer els amotinats acampant als afores de la ciutat. El setge va durar tres mesos i el 8 de setembre va començar a disparar l'artilleria i es va preparar l'assalt. El dia 14 les forces britàniques van avançar cap a les portes i van anar ocupant posicions després d'una dura lluita. El dia 20 el palau i part de la ciutat fou evacuada pels amotinats i Delhi va tornar virtualment a mans dels britànics. L'emperador i la seva família es van refugiar a la tomba de l'emperador Humayun i es van rendir el dia 21. Jutjat militarment fou declarat culpable de rebel·lió però d'acord amb els termes de la rendició només fou condemnat a desterrament perpetu (va morir a Yangon el 7 d'octubre de 1762). Delhi va quedar sota ocupació militar i a causa dels assassinats de soldats i oficials britànics fou necessari fer sortir la població fins que, assegurada la posició, van poder retornar els hindús però els musulmans van haver de restar fora fins que es va restablir l'administració civil l'11 de gener de 1858. La ciutat es va netejar i al cap de pocs mesos quasi res no recordava els incidents. L'1 de gener de 1877 fou escenari de la proclamació imperial de la reina d'Anglaterra com emperadriu de l'Índia.
El 1911 i la capital fou treslladada de Calcuta a Delhi, en resposta als disturbis del moviment Swadeshi causats per la partició de Bengala de 1905.

## Economia
Paral·lel a l'enlairament de l'economia índia, amb un producte domèstic de 830,85 mil milions de rupies índies en el període 2004-2005 (uns 14,5 mil milions d'euros), Delhi ocupa un lloc preponderant al comerç sud-asiàtic. La renda mitjana dels habitants de Delhi és de 53.976 rupies, dues vegades i mitja superior a la mitjana nacional. El sector terciari aporta el 71% del producte domèstic, mentre el secundari i primari el 25,2% i el 3,9% respectivament, segons dades del 2001. Els habitants de Delhi ocupats constitueixen el 32,8% de la població, la qual cosa suposaria un augment del 52,5% entre 1991 i 2001. La taxa d'atur a Delhi va baixar del 12,27% el 2000 al 4,63% el 2003. El nombre d'empleats dels sectors públics i semipúblics era de 620.000 el 2001.
El sector de serveis passa per un creixement exponencial a causa del major nombre de parlants d'anglès qualificats, fet que atreu bastants multinacionals de tecnologies de la informació, telecomunicacions, hotels, bancs, turisme, etc.
La indústria de Delhi també creix: nombroses empreses que manufacturaven béns de consum van establir unitats de producció o fins i tot la seva casa matriu a Delhi. El volum de mercat de consum de Delhi associat a la facilitat de trobar personal qualificat atreu cada vegada més inversors estrangers. El 2001, el sector de la indústria ocupava 1,44 milions de persones repartides sobre 129.000 fàbriques. Construcció, energia, telecomunicació, salut, serveis i béns immobles són els sectors més dinàmics de l'economia de Delhi. El comerç minorista és un dels sectors que creixen més ràpidament a l'Índia.

## Govern i política

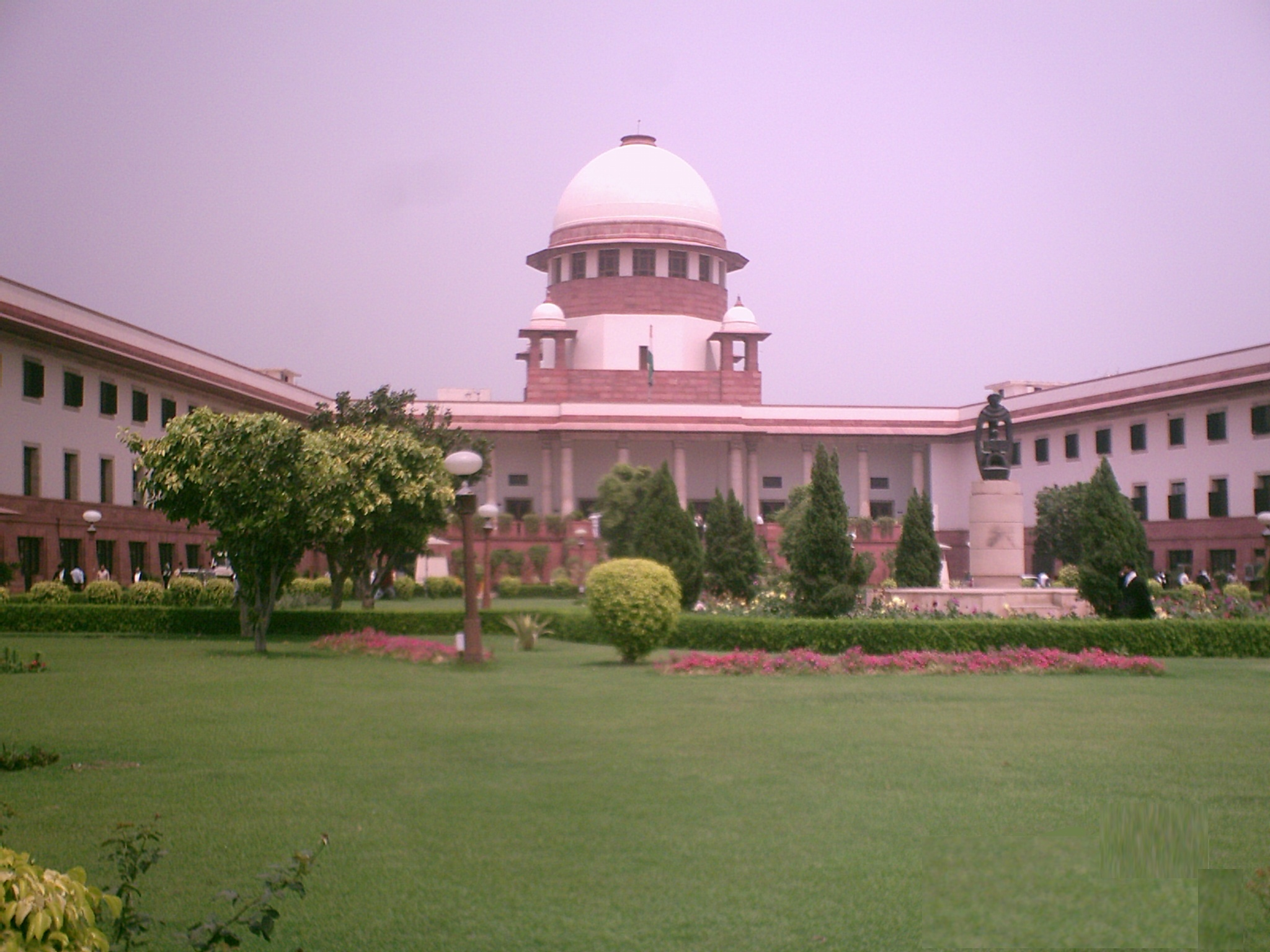
Tribunal Suprem, la més alta instància judicial del país

Anteriorment conegut com una unió territorial especial, el territori de la Capital Nacional de Delhi disposa d'una assemblea legislativa, Tinent Governador, Consell de Ministres i Primer Ministre. Els escons de l'assemblea legislativa s'omplen per elecció directa de les circumscripcions territorials. No obstant això, el govern de l'Índia i el govern de Nova Delhi administren conjuntament Nova Delhi, la capital del país.
Serveis com el transport i altres són atesos pel govern de Delhi, els serveis com la policia està sota control directe del Govern Central. L'Assemblea Legislativa va ser restablerta el 1993 per primera vegada des de 1956; en el període intermedi va estar al càrrec directe del govern federal. A més, la Corporació Municipal de Delhi (MCD) s'encarrega de l'administració civil de la ciutat com a part de la Llei de Panchayati Raj. Nova Delhi, una zona urbana de Delhi, és la seu tant del Govern de l'Estat de Delhi i del Govern de l'Índia. El Parlament de l'Índia, el Rashtrapati Bhavan (Palau Presidencial), Secretaria del Gabinet i la Cort Suprema de l'Índia es troben a Nova Delhi. Hi ha 70 districtes electorals i set Lok Sabha (cambra baixa del Parlament indi) districtes electorals a Delhi.
Delhi va ser un bastió tradicional del Congrés Nacional Indi, també conegut com el Partit del Congrés. A la dècada de 1990, el Partit Bharatiya Janata (BJP), sota la direcció de Madan Lal Khurana va arribar al poder, però, el 1998, el Congrés va recuperar el poder amb Sheila Dikshit, el primer ministre en exercici.

## Demografia
Molts grups ètnics i culturals són representats a Delhi, cosa que en fa una ciutat cosmopolita. Seu del poder polític i centre de comerç, la ciutat atreu els treballadors de totes les regions de l'Índia, augmentant així la diversitat. Sent un centre diplomàtic, representat amb ambaixades de 160 països, Delhi té igualment una gran població expatriada.
Segons l'últim padró que datava de 2001, la població de Delhi era de 13.782.976. La densitat de població corresponent era de 9.294 persones per km², amb una relació de sexe de 821 dones per a 1000 homes, i una taxa d'alfabetització d'un 81,8%. El 2003, la població del territori nacional de Delhi es considerava que era de 14,1 milions de persones, atribuint-se la plaça de segona major zona metropolitana a l'Índia després de Mumbai. Aquesta xifra inclosa les 295.000 persones que viuen a Nova Delhi i els 125.000 de la rodalia de Delhi. El 2004, la població considerada havia augmentat fins a 15.279.000. El mateix any, els índexs de natalitat, de mortalitat i de mortalitat infantil eren respectivament de 20,0, 5,6 i 13,1 per a 1000 habitants. Segons un estudi de 1999-2000, el nombre de persones que vivia sota el llindar de pobresa a Delhi era d'1.149.000 (és a dir un 8,23% de la població total). El 2001, la població de Delhi ha augmentat de 275.000 basant-se en la migració a més a més de l'augment de 215.000 a causa del creixement normal de la població. La taxa elevada del nombre d'emigrants fa que la taxa de creixement Delhi sigui una de les més ràpides al món. D'aquí al 2015, s'espera que Delhi sigui la tercera major aglomeració al món després de Tòquio i Mumbai.
L'hinduisme és la religió d'un 82% de la població de Delhi. Hi ha igualment grans comunitats de musulmans (11,7%), sikhs (4,0%), jaïns (1,1%) i cristians (0,9%) a la ciutat, i també altres minories incloent els budistes i els jueus. L'hindi és la llengua principal de la ciutat. Les altres llengües correntment parlades a la ciutat són l'anglès, el panjabi i l'urdú. L'anglès és una de les dues llengües oficials amb l'hindi, i el panjabi i l'urdú són llengües oficials secundàries. Grups lingüístics de tota l'Índia són ben representats a la ciutat; entre ells podem anotar el maithili, tàmil, kanara, telugu, bengalí i Marathi. Els panjabis, gujars i jats són les tres majors comunitats ètniques a la ciutat.
El 2005, Delhi ha obtingut el percentatge més elevat (16,2%) dels crims entre les 35 ciutats a l'Índia de les quals la població supera un milió d'habitants. La ciutat té igualment les taxes més altes del país pel que fa a violència contra les dones (27,6 comparats a la taxa mitjana nacional de 14,1 per a 100.000) i contra els infants (6,5 comparats a la mitjana nacional d'1,4 per a 100.000).
| Any  | Població |
| ---- | -------- |
| 1820 | 100.000  |
| 1865 | 152.400  |
| 1871 | 154.400  |
| 1881 | 173.400  |
| 1891 | 192.600  |
| 1901 | 214.115  |
| 1911 | 237.944  |
| 1921 | 304.420  |
| 1931 | 447.442  |

| Any  | Població   |
| ---- | ---------- |
| 1941 | 521.800    |
| 1951 | 914.800    |
| 1961 | 2.061.800  |
| 1971 | 3.694.500  |
| 1981 | 4.865.100  |
| 1991 | 7.206.704  |
| 2001 | 9.817.439  |
| 2008 | 11.954.217 |

## Clima
Delhi té un clima subtropical semiàrid, amb grans variacions de temperatura entre l'estiu i l'hivern. L'estiu llarg i molt dur s'estén des de principis d'abril fins a l'octubre. Durant aquest període es dona l'estació de les pluges. Les temperatures extremes registrades a la ciutat poden arribar als –2 °C a l'hivern i fins als 47 °C a l'estiu. En aquest estació les màximes gairebé sempre superen els 40 °C.
La quantitat de pluja anual és d'uns 700 mm. Les precipitacions es produeixen durant els mesos de juliol i agost, al llarg del monsó. Tradicionalment, se suposa que el monsó arriba a Delhi cada any el dia 29 de juliol.
| Temperatures i precipitacions mitjanes de Delhi | Temperatures i precipitacions mitjanes de Delhi | Temperatures i precipitacions mitjanes de Delhi | Temperatures i precipitacions mitjanes de Delhi | Temperatures i precipitacions mitjanes de Delhi | Temperatures i precipitacions mitjanes de Delhi | Temperatures i precipitacions mitjanes de Delhi | Temperatures i precipitacions mitjanes de Delhi | Temperatures i precipitacions mitjanes de Delhi | Temperatures i precipitacions mitjanes de Delhi | Temperatures i precipitacions mitjanes de Delhi | Temperatures i precipitacions mitjanes de Delhi | Temperatures i precipitacions mitjanes de Delhi | Temperatures i precipitacions mitjanes de Delhi |
| Mes                                             | Gen                                             | Feb                                             | Mar                                             | Abr                                             | Mai                                             | Jun                                             | Jul                                             | Ago                                             | Set                                             | Oct                                             | Nov                                             | Des                                             | Any                                             |
| ----------------------------------------------- | ----------------------------------------------- | ----------------------------------------------- | ----------------------------------------------- | ----------------------------------------------- | ----------------------------------------------- | ----------------------------------------------- | ----------------------------------------------- | ----------------------------------------------- | ----------------------------------------------- | ----------------------------------------------- | ----------------------------------------------- | ----------------------------------------------- | ----------------------------------------------- |
| Record altes °C (°F)                            | 29 (84)                                         | 32 (90)                                         | 37 (99)                                         | 42 (108)                                        | 50 (122)                                        | 52 (126)                                        | 43 (109)                                        | 42 (108)                                        | 38 (100)                                        | 37 (99)                                         | 35 (95)                                         | 32 (90)                                         | 45 (113)                                        |
| Mitjana més altes °C (°F)                       | 18 (64)                                         | 23 (73)                                         | 28 (82)                                         | 36 (97)                                         | 39 (102)                                        | 37 (99)                                         | 34 (93)                                         | 33 (91)                                         | 33 (91)                                         | 31 (88)                                         | 27 (81)                                         | 21 (70)                                         | 30 (86)                                         |
| Mitjana més baixes °C (°F)                      | 7 (45)                                          | 11 (52)                                         | 15 (59)                                         | 22 (72)                                         | 26 (79)                                         | 27 (81)                                         | 27 (81)                                         | 26 (79)                                         | 24 (75)                                         | 19 (66)                                         | 13 (55)                                         | 8 (46)                                          | 18,5 (65)                                       |
| Record baixes °C (°F)                           | -0.6 (31)                                       | 0 (32)                                          | 6 (43)                                          | 12 (54)                                         | 16 (61)                                         | 21 (70)                                         | 21 (70)                                         | 20 (68)                                         | 20 (68)                                         | 13 (55)                                         | 7 (45)                                          | 2 (36)                                          | −0,6 (31)                                       |
| Precipitació mm (inches)                        | 22.9 (0.9)                                      | 20.3 (0.8)                                      | 15.2 (0.6)                                      | 10.2 (0.4)                                      | 15.2 (0.6)                                      | 71.1 (2.8)                                      | 236.2 (9.3)                                     | 236.2 (9.3)                                     | 111.8 (4.4)                                     | 17.8 (0.7)                                      | 10.2 (0.4)                                      | 10.2 (0.4)                                      | 713,7 (28,1)                                    |
| Font: wunderground.com Nov 27th, 2008           |                                                 |                                                 |                                                 |                                                 |                                                 |                                                 |                                                 |                                                 |                                                 |                                                 |                                                 |                                                 |                                                 |

## Llocs d'interès

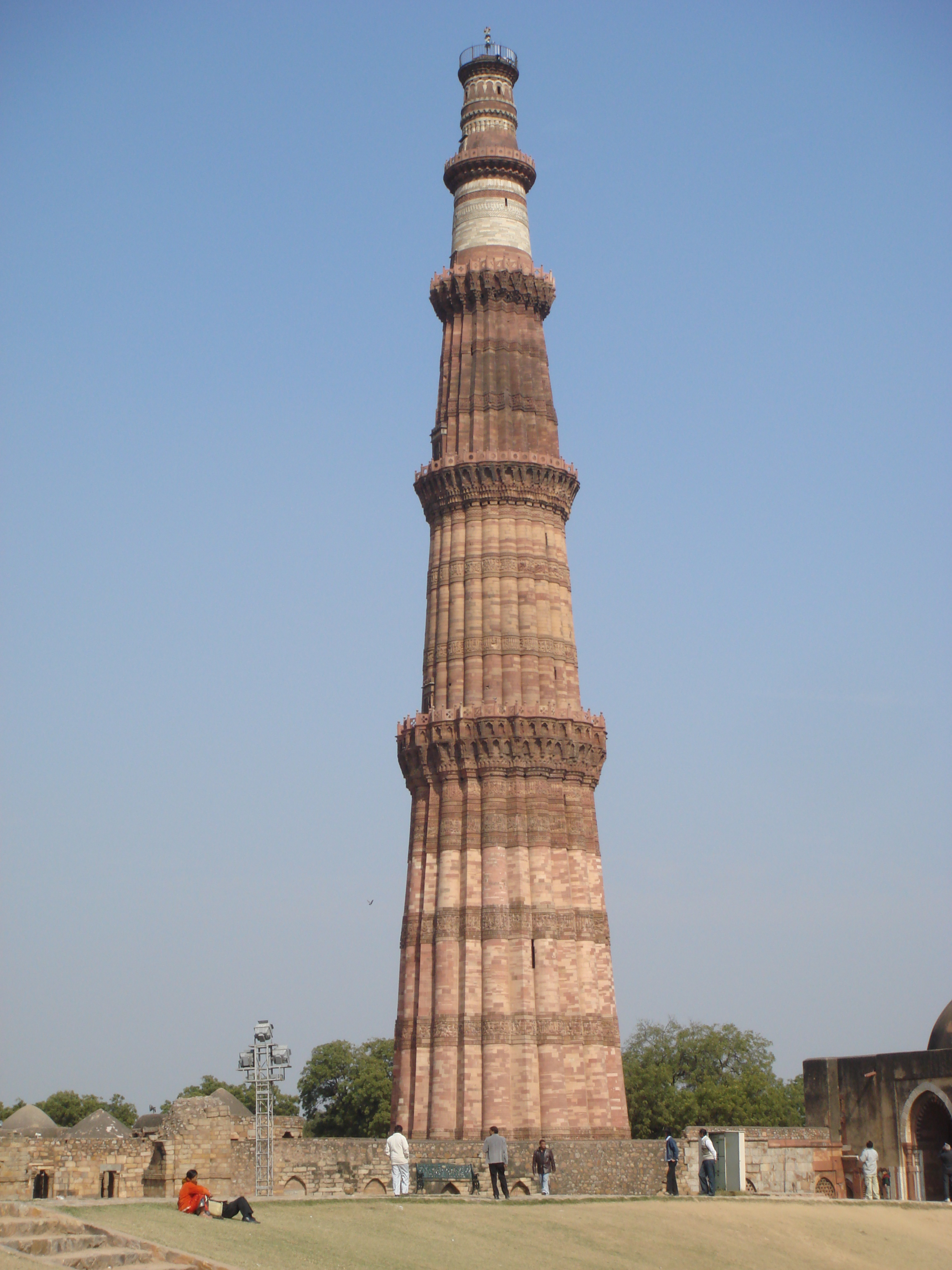
El Minaret de Qutab és el més alt del món

- El Fort Vermell, construït pel soldà Shah Jahan
- La Porta de l'Índia
- El temple de Gurdwara Bangla Sahib
- La tomba d'Humayun
- La mesquita del Divendres
- El complex Qutab que inclou el minaret Qutab